# Przesmyki (gemeente)
De gemeente Przesmyki is een landgemeente in het Poolse woiwodschap Mazovië, in powiat Siedlecki.
De zetel van de gemeente is in Przesmyki.
Op 30 juni 2004 telde de gemeente 3744 inwoners.

## Oppervlakte gegevens
In 2002 bedroeg de totale oppervlakte van gemeente Przesmyki 117,13 km², waarvan:
- agrarisch gebied: 76%
- bossen: 19%

De gemeente beslaat 7,31% van de totale oppervlakte van de powiat.

## Demografie
Stand op 30 juni 2004:
| Omschrijving                   | Totaal | Totaal | Vrouwen | Vrouwen | Mannen | Mannen |
| ------------------------------ | ------ | ------ | ------- | ------- | ------ | ------ |
| eenheid                        | aantal | %      | aantal  | %       | aantal | %      |
| inwoners                       | 3744   | 100    | 1838    | 49,1    | 1906   | 50,9   |
| bevolkingsdichtheid (inw./km²) | 32     | 32     | 15,7    | 15,7    | 16,3   | 16,3   |

In 2002 bedroeg het gemiddelde inkomen per inwoner 1136,65 zł.

## Aangrenzende gemeenten
Korczew, Łosice, Mordy, Paprotnia, Platerów